# 坎帕纳 (意大利)
坎帕纳（義大利語：Campana），是意大利科森扎省的一个市镇。总面积103平方公里，人口1998人，人口密度19.4人/平方公里（2009年）。ISTAT代码为078023。